# Proteasi vegetali
Le proteasi vegetali sono enzimi prodotti dalle piante aventi azione proteolitica. Si tratta di uno dei grandi gruppi di enzimi che possono essere sintetizzati nei vegetali, oltre a cellulasi, lipasi e amilasi.

## Tipologie
Come le proteasi di diversa origine, ad esempio animale o batterica, possono essere classificate in funzione del loro sito catalitico in sei gruppi:
- Proteasi a serina, o serina endopeptidasi;
- Proteasi a treonina;
- Proteasi a cisteina, o cisteina endopeptidasi;
- Proteasi ad aspartato (acido aspartatico), o aspartato endopeptidasi;
- Proteasi a glutammato (acido glutammico);
- Metalloproteasi.[1]

## Applicazioni
Gli enzimi proteolitici vegetali possono essere utilizzati in diversi settori industriali, come quello tessile o dei detersivi, e nel settore alimentare.
Alcuni di questi sono impiegati anche nel settore fitoterapico o medico per uso orale favorente la digestione, per esempio la papaina o la bromelina.